# Râul Viforâta, Motnău
Râul Viforâta este un curs de apă, afluent al râului Motnău. 